# Югосталь (футбольный клуб)
Футбольный клуб «Югосталь» (укр. Футбольний клуб "Південьсталь") — бывший украинский футбольный клуб из Енакиево, Донецкой области. Выступал в классе «Б» чемпионата СССР (как «Металлург») и в чемпионате Украины. Обладатель Кубка УССР (1987) и Кубка Украины (2001, 2005) среди любительских команд. Участник матчей Кубка регионов УЕФА.

## Прежние названия
- 1913—1948: Сталь
- 1949—1986: Металлург
- 1958—1960: Авангард
- 1964—1969: Индустрия
- 1987—2005: Югосталь

## История
В 1913 году при Петровском металлургическом заводе была организована футбольная команда. Доступ рабочих в этот коллектив был ограничен уставом, а также большими членскими взносами. Сохранились сведения лишь о двух игроках первого состава заводской команды. Ими были бек (защитник) — французский инженер Де-Сев и голкипер (вратарь) — служащий главной конторы Апельченко. Игры «металлурги» проводили на футбольном поле в районе Николаевской церкви (район современной аглофабрики) и на подходящих пустырях рабочих посёлков Зарудни, Замковки, Пивновки и других.
Команда выступала в первенстве Донбасса, редко пробиваясь в первенство республики.
В 1957 году после завершения игровой карьеры коренной енакиевец Алексей Пшеничный, обладатель Кубка СССР 1944 года в составе «Зенита», вернулся в родной город. Пшеничный стал тренером местного «Металлурга» и смог очень быстро улучшить результаты заводской команды. Команда в 1961 году становится чемпионом Донбасса и получает право сразиться за место в классе «Б» чемпионата СССР. В переходных матчах сильнее оказался краматорский «Авангард» (0:4, 2:1). В следующем сезоне «Металлург» снова чемпион области. На этот раз соперником енакиевской команды в переходных матчах стал горловский «Шахтёр». Заводской коллектив под руководством Алексея Пшеничного победил горловчан (0:0, 1:0) и впервые в истории завоевал право участвовать в чемпионате СССР по футболу в классе «Б».
Будучи новичками в классе «Б», футболисты «Металлурга» заняли в розыгрыше первенства республики одно из последних мест — 36-е из 40. Очень слабо сыграла линия обороны, пропустившая 74 мяча. Такое низкое место в турнире означало, что «Металлургу» предстояло доказывать право на место в числе команд-мастеров в переходных матчах с чемпионом области. Команда «Шахтёр» (Чистяково) была обыграна в обоих матчах (1:0, 2:0). В 1964 году заводская команда несколько улучшила свои результаты, став в зоне девятой.
C 1971 по 1983 года енакиевские металлурги выступали в первенстве Донецкой области. В 1984 году с приходом в «Металлург» тренеров В. И. Никитенко и В. И. Иванова, металлурги стали победителем финальных игр лучших команд области. Это позволило заводским футболистам получить право спустя 15 лет выступать в чемпионате УССР. После неудачного выступления в 1985 году.
В декабре 1985 года в Енакиево вернулся ещё один местный специалист — Юрий Клоков. Он начал создавать новую команду, сделав ставку в основном на енакиевских футболистов. Труд тренера и игроков увенчался двойным успехом. «Металлург» впервые пробился в финал Кубка области и, заняв призовое место в чемпионате Донецкой области, вновь завоевал право играть в первенстве УССР среди коллективов физкультуры.
В 1987 году команда Енакиевского металлургического завода стала называться «Югосталь». В этом же году «Югосталь» завоевала Кубок им. М. Мержанова. Затем — Кубок Донетчины. Выиграв Кубок, подопечные Ю. Клокова и В. Федорищева включились в спор за Кубок Украины. Стартовый матч в Стаханове — 3:1. Следующая игра состоялась дома с «Трансформатором» (Запорожье). Снова победа с тем же счётом. Единственный гол принёс победу в полуфинале в Лозовой. Затем последовал двухматчевый финал с «Авангардом». Первый поединок проходил в Дрогобыче. Гости уступили 0:2. В ответной встрече 10 тысяч болельщиков Енакиева поддерживали «Югосталь». Макеевцы ударом с пенальти открывают счет. На 90 минуте после розыгрыша углового счёт становится 2:0, а по сумме двух встреч — 2:2. Судья назначил дополнительное время. Енакиевцы продолжали атаковать, и в одном из эпизодов в штрафной гостей был сбит В. Громов. Снова пенальти и победный гол. «Югосталь» получила Кубок Украины, а вместе с ним и приз республиканской газеты «Радянська Україна».
Этот успех заводской команды не остался незамеченным. Игроков и тренера Ю. Клокова начали приглашать в различные команды.
Тренеры менялись иногда по два-три раза за один сезон, что не способствовало улучшению игры «Югостали». Несмотря на это, в период с 1988 по 2005 года «Югосталь» практически ежегодно участвовала в первенстве УССР, а затем и Украины. Дважды енакиевцы смогли повторить свой наивысший успех, завоевав Кубок Украины среди любителей в 2001 и 2005 годах.
В 2002 году «Югосталь», как обладатель Кубка Украины, приняла участие в розыгрыше Кубка регионов УЕФА 2002/03. В первом матче группового турнира енакиевцы уступили азербайджанскому ФК «Гёязань» 0:1. Две следующие игры против команд греческой «Иматии» и грузинского «Тбилиси» были выиграны соответственно 7:0 и 6:0, но первое место в группе, дающее право продолжить выступления в турнире, заняли азербайджанцы. «Югосталь» довольствовалась званием самой результативной украинской командой за всю историю турнира.

## История выступлений
| Сезон                                               | Название клуба | Лига                         | Лига                         | Лига                         | Лига                         | Лига                         | Лига                         | Лига                         | Лига                         | Лига                         | Лига                         | Кубок                                              | Еврокубки                            | Ист.      |
| Сезон                                               | Название клуба | У                            | Дивизион                     | Место                        | И                            | В                            | Н                            | П                            | МЗ                           | МП                           | О                            | Кубок                                              | Еврокубки                            | Ист.      |
| --------------------------------------------------- | -------------- | ---------------------------- | ---------------------------- | ---------------------------- | ---------------------------- | ---------------------------- | ---------------------------- | ---------------------------- | ---------------------------- | ---------------------------- | ---------------------------- | -------------------------------------------------- | ------------------------------------ | --------- |
| Первенство Украинской ССР среди команд КФК          |                |                              |                              |                              |                              |                              |                              |                              |                              |                              |                              |                                                    |                                      |           |
| 1948                                                | Сталь          | КФК                          | УССР 5 зона                  | 12 из 16                     | н/д                          | н/д                          | н/д                          | н/д                          | н/д                          | н/д                          | н/д                          | —                                                  | —                                    | [5]       |
| 1949                                                | Металлург      | КФК                          | УССР 5 зона                  | 3 из 10                      | н/д                          | н/д                          | н/д                          | н/д                          | н/д                          | н/д                          | 13                           | —                                                  | —                                    | [6]       |
| 1958                                                | Авангард       | КФК                          | УССР 10 зона                 | 3 из 8                       | 14                           | 6                            | 4                            | 4                            | 20                           | 18                           | 16                           | —                                                  | —                                    | [7]       |
| 1959                                                | Авангард       | КФК                          | УССР 3 зона                  | 7 из 8                       | 14                           | 3                            | 3                            | 8                            | 16                           | 28                           | 9                            | —                                                  | —                                    | [8]       |
| 1960                                                | Авангард       | Чемпионат УССР не проводился | Чемпионат УССР не проводился | Чемпионат УССР не проводился | Чемпионат УССР не проводился | Чемпионат УССР не проводился | Чемпионат УССР не проводился | Чемпионат УССР не проводился | Чемпионат УССР не проводился | Чемпионат УССР не проводился | Чемпионат УССР не проводился | Кубок УССР 3 круг                                  | —                                    | [9]       |
| 1961                                                | Металлург      | Чемпионат УССР не проводился | Чемпионат УССР не проводился | Чемпионат УССР не проводился | Чемпионат УССР не проводился | Чемпионат УССР не проводился | Чемпионат УССР не проводился | Чемпионат УССР не проводился | Чемпионат УССР не проводился | Чемпионат УССР не проводился | Чемпионат УССР не проводился | —                                                  | —                                    | [10]      |
| 1961                                                | Металлург      | КФК / ІІІ                    | Переходные игры в класс «Б»  |                              | 2                            | 1                            | 0                            | 1                            | 2                            | 5                            | —                            | —                                                  | —                                    | [10]      |
| 1962                                                | Металлург      | Чемпионат УССР не проводился | Чемпионат УССР не проводился | Чемпионат УССР не проводился | Чемпионат УССР не проводился | Чемпионат УССР не проводился | Чемпионат УССР не проводился | Чемпионат УССР не проводился | Чемпионат УССР не проводился | Чемпионат УССР не проводился | Чемпионат УССР не проводился | —                                                  | —                                    | [11]      |
| 1962                                                | Металлург      | КФК / ІІІ                    | Переходные игры в класс «Б»  |                              | 2                            | 1                            | 1                            | 0                            | 1                            | 0                            | —                            | —                                                  | —                                    | [11]      |
| Чемпионат СССР — Класс «Б»                          |                |                              |                              |                              |                              |                              |                              |                              |                              |                              |                              |                                                    |                                      |           |
| 1963                                                | Металлург      | ІІІ                          | Класс «Б» 2 зона УССР        | 18 из 20                     | 38                           | 9                            | 8                            | 21                           | 38                           | 74                           | 26                           | Кубок СССР зональный турнир 2 зона УССР 1/4 финала | —                                    | [12]      |
| 1963                                                | Металлург      | КФК / ІІІ                    | Переходные игры в класс «Б»  |                              | 2                            | 2                            | 0                            | 0                            | 3                            | 0                            | —                            | Кубок СССР зональный турнир 2 зона УССР 1/4 финала | —                                    | [13]      |
| 1964                                                | Индустрия      | ІІІ                          | Класс «Б» 3 зона УССР        | 9 из 16                      | 30                           | 10                           | 8                            | 12                           | 20                           | 35                           | 28                           | Кубок СССР зональный турнир 3 зона УССР 1/8 финала | —                                    | [14]      |
| 1964                                                | Индустрия      | ІІІ                          | Финал за 25—30 места УССР    | 30 из 41                     | 10                           | 2                            | 1                            | 7                            | 7                            | 16                           | 5                            | Кубок СССР зональный турнир 3 зона УССР 1/8 финала | —                                    | [15]      |
| 1968                                                | Индустрия      | ІІІ                          | Класс «Б» 2 зона УССР        | 20 из 21                     | 40                           | 9                            | 8                            | 23                           | 27                           | 56                           | 26                           | —                                                  | —                                    | [16]      |
| 1969                                                | Индустрия      | ІІІ                          | Класс «Б» 2 зона УССР        | 16 из 21                     | 40                           | 11                           | 12                           | 17                           | 23                           | 39                           | 34                           | —                                                  | —                                    | [17]      |
| Первенство Украинской ССР среди команд КФК          |                |                              |                              |                              |                              |                              |                              |                              |                              |                              |                              |                                                    |                                      |           |
| 1970                                                | Металлург      | КФК                          | УССР 4 зона                  | 3 из 8                       | 14                           | 6                            | 6                            | 2                            | 21                           | 9                            | 18                           | —                                                  | —                                    | [18]      |
| 1985                                                | Металлург      | КФК                          | УССР 4 зона                  | 7 из 8                       | 14                           | 1                            | 5                            | 8                            | 13                           | 21                           | 7                            | —                                                  | —                                    | [19]      |
| 1987                                                | Югосталь       | КФК                          | УССР 6 зона                  | 5 из 10                      | 18                           | 8                            | 3                            | 7                            | 19                           | 25                           | 19                           | Кубок УССР Обладатель                              | —                                    | [20]      |
| 1988                                                | Югосталь       | КФК                          | УССР 6 зона                  | 2 из 12                      | 22                           | 15                           | 1                            | 6                            | 46                           | 26                           | 31                           | —                                                  | —                                    | [21]      |
| 1989                                                | Югосталь       | КФК                          | УССР 4 зона                  | 5 из 13                      | 24                           | 13                           | 4                            | 7                            | 37                           | 26                           | 30                           | —                                                  | —                                    | [22]      |
| 1990                                                | Югосталь       | КФК                          | УССР 6 зона                  | 8 из 15                      | 28                           | 8                            | 11                           | 9                            | 26                           | 31                           | 27                           | —                                                  | —                                    | [23]      |
| Чемпионат Украины среди любительских команд         |                |                              |                              |                              |                              |                              |                              |                              |                              |                              |                              |                                                    |                                      |           |
| 1992/93                                             | Югосталь       | АЛФУ                         | ЛЧУ 5 зона                   | 5 из 14                      | 26                           | 11                           | 7                            | 8                            | 35                           | 34                           | 29                           | —                                                  | —                                    | (uk)      |
| 1993/94                                             | Югосталь       | АЛФУ                         | ЛЧУ 5 зона                   | 12 из 14                     | 26                           | 9                            | 3                            | 14                           | 32                           | 51                           | 21                           | —                                                  | —                                    | (uk)      |
| 1994/95                                             | Югосталь       | АЛФУ                         | ЛЧУ 4 зона                   | 8 из 16                      | 30                           | 11                           | 8                            | 11                           | 31                           | 40                           | 41                           | —                                                  | —                                    | (uk)      |
| 1996/97                                             | Югосталь       | АЛФУ                         | ЛЧУ 4 группа                 | 1 из 5                       | 16                           | 10                           | 2                            | 4                            | 24                           | 8                            | 32                           | —                                                  | —                                    | (uk)      |
| 1996/97                                             | Югосталь       | АЛФУ                         | финал, группа «Б»            | 3 из 3                       | 2                            | 0                            | 0                            | 2                            | 0                            | 2                            | 0                            | —                                                  | —                                    | (uk)      |
| Чемпионат Украины                                   |                |                              |                              |                              |                              |                              |                              |                              |                              |                              |                              |                                                    |                                      |           |
| 1997/98[24]                                         | Югосталь       | ІІІ                          | Вторая лига группа «В»       | 12 из 17                     | 30                           | 7                            | 10                           | 13                           | 27                           | 34                           | 31                           | Кубок Украины 1/64 финала                          | —                                    |           |
| Чемпионат и Кубок Украины среди любительских команд |                |                              |                              |                              |                              |                              |                              |                              |                              |                              |                              |                                                    |                                      |           |
| 1998/99[25]                                         | Югосталь       | АЛФУ                         | ЛЧУ 3 группа                 | 5 из 14                      | 18                           | 2                            | 0                            | 16                           | 3                            | 17                           | 6                            | —                                                  | —                                    | (uk)      |
| 2001                                                | Югосталь       | АЛФУ                         | —                            | —                            | —                            | —                            | —                            | —                            | —                            | —                            | —                            | Кубок Украины (любители) Обладатель                | —                                    | (uk)      |
| 2002                                                | Югосталь       | АЛФУ                         | ЛЧУ 6 группа                 | 3 из 4                       | 6                            | 1                            | 1                            | 4                            | 2                            | 9                            | 4                            | Кубок Украины (любители) 1/4 финала                | —                                    | (uk) (uk) |
| 2003                                                | Югосталь       | АЛФУ                         | —                            | —                            | —                            | —                            | —                            | —                            | —                            | —                            | —                            | Кубок Украины (любители) 1/2 финала                | Кубок регионов УЕФА групповой турнир | (uk) (en) |
| 2004                                                | Югосталь       | АЛФУ                         | —                            | —                            | —                            | —                            | —                            | —                            | —                            | —                            | —                            | Кубок Украины (любители) 1/2 финала                | —                                    | (uk)      |
| 2005                                                | Югосталь       | АЛФУ                         | —                            | —                            | —                            | —                            | —                            | —                            | —                            | —                            | —                            | Кубок Украины (любители) Обладатель                | —                                    | (uk)      |

## Трофеи

### Национальные чемпионаты

#### СССР
Класс «Б», украинская зона:
- 9 место (1 раз): 1964

#### Украина
Вторая лига:
- 12 место (1 раз): 1997/98

### Любительские соревнования
Кубок Украины среди любителей:
- Обладатель (3 раза): 1987, 2001, 2005

### Региональные соревнования
Первенство Донецкой области:
- Победитель (4 раза): 1961, 1962, 1984, 1996

Кубок Донецкой области:
- Обладатель (1 раз): 1987